# Пригоди маленького тата
«Пригоди маленького тата» («Приключения маленького папы») — радянський художній фільм 1979 року, знятий режисером Дмитром Крупком на Кіностудії ім. М. Горького.

## Сюжет
За мотивами книги А. Раскіна «Коли тато був маленьким». Фільм побудований як розповідь дівчинки про свого тата, про те, що з ним відбувалося, коли він теж був маленьким, і як він ставав дорослим. Вона уявляє: якби тато був зараз її ровесником… Які чудові пригоди чекали б на них…

## У ролях
- Валентин Юцкевич — Шурочка, тато маленький
- Олександр Дем'яненко — тато дорослий
- Тетяна Томишева — Таня, дівчинка-оповідачка
- Юра Плесневич — Льоня Назаров
- Андрій Кронштатов — Михайло Горбунов, однокласник Шурки, витівник
- Оля Попова — маленька мама
- Сергій Кузьмінов — забіяка із сусіднього класу
- Андрій Гавриков — забіяка із сусіднього класу
- Ніна Зоткіна — бабуся, мама Шурочки
- Володимир Герасимов — дідусь, тато Шурочки
- Марія Барабанова — тітка Шурочки
- Тетяна Бєдова — вчителька
- Олександр Лебедєв — викладач з праці
- Володимир Приходько — помічник капітана
- Борис Гітін — водій трамваю
- Олександр Варакін — хлопчик із яхт-клубу, з екіпажу Льоні Назарова
- Ігор Миронов — епізод

## Знімальна група
- Режисер — Дмитро Крупко
- Сценарист — Дмитро Крупко
- Оператор — Олексій Чардинін
- Композитор — Борис Савельєв
- Художники — Анатолій Кочуров, Олег Краморенко